# Rio Gropoi
O Rio Gropoi é um rio da Romênia, afluente do Teuz, localizado no distrito de Arad.